# Bruno Giorgi (allenatore)
Bruno Giorgi (Pavia, 20 novembre 1940 – Reggio Emilia, 22 settembre 2010) è stato un allenatore di calcio e calciatore italiano, di ruolo difensore.

## Biografia
Nato a Pavia, da calciatore giocò sia nel ruolo di terzino che in quello centrale da stopper. Da allenatore girovagò per tutta l'Italia nei campi dalla Serie C1 alla Serie A, toccando l'apice con il Cagliari, con il quale raggiunse una storica semifinale in Coppa UEFA nel 1993-1994. L'attaccante vice-campione del mondo argentino Claudio Caniggia, avuto ai tempi dell'Atalanta, lo definì uno dei migliori allenatori che ebbe mai avuto. Una volta terminata la carriera da allenatore si stabilì con la moglie in una villa nella frazione di Montecavolo, in provincia di Reggio Emilia, dove si era affermato come calciatore e dove aveva iniziato la sua carriera da allenatore.
Morì il 22 settembre 2010 a 69 anni. La notizia fu data a funerali avvenuti.

## Carriera

### Giocatore
Cresciuto nelle giovanili del Vigevano, squadra del pavese con cui disputò anche le sue prime stagioni: nel 1959-1960 giocò la sua prima stagione in Serie C, terminata però con la retrocessione, e l'anno successivo in Serie D, totalizzando 23 presenze. Nel 1961 passò al Palermo. Dopo una stagione senza presenze, nel campionato di Serie A 1962-1963 con i rosanero si piazzò 18º e ultimo posto ritornando in Serie B dopo sole due stagioni. Giorgi totalizza 17 presenze, le uniche in massima serie. In cadetteria crescono gli spazi e si garantisce la titolarità. Nel suo secondo anno di Serie B nella stagione 1964-1965 andrà in gol per l'unica volta in carriera. La stagione successiva disputa meno partite, 26, e conclude la sua esperienza col Palermo con 111 presenze ed una rete.
Nell'estate 1966 passa alla Reggiana, squadra in cui militerà fino alla stagione Serie B 1971-1972. Eccetto quest'ultima, risulterà il più presente tra le file degli amaranto in ogni stagione. In totale collezionò 203 presenze, buona parte delle quali da capitano. Le prime 3 stagioni in Serie B sono ottime, ma non bastano a raggiungere la Serie A, arriveranno soltanto un terzo, un sesto e un quarto posto. La stagione 1969-1970 è invece disastrosa: nel girone di ritorno la Reggiana raggranella diverse sconfitte. Sul finale si riprende, vittorie interne con Genoa e Atalanta, ma servirebbe un successo esterno all'ultima col Catanzaro, ma è pareggio e per la differenza di un gol coi calabresi i granata scivolano in Serie C. La stagione successiva invece è trionfale e nulla possono Alessandria e Padova contro una Reggiana dominante, che risale subito in Serie B vincendo il campionato. Questo sarà l'unico titolo di Giorgi da calciatore.
A soli 32 anni però è costretto a ritirarsi in seguito alla rottura del tendine d'Achille destro nel dicembre del 1971.

### Allenatore

Bruno Giorgi ai tempi del Padova

La sua carriera comincia nella stagione 1975-1976 con la Reggiana che retrocede in quell'anno dalla Serie B. La stagione successiva è ad Empoli con un 17º posto nel girone B di Serie C. Ottiene un risultato importante vincendo il campionato di Serie C 1977-1978 allenando la Nocerina, venendo esonerato dalla guida dei rossoneri proprio nella stagione fra i cadetti.
Seguito il Supercorso di Coverciano nella stagione 1979-1980, ottiene nel 1980-1981 un terzo posto con il Campobasso in Serie C1 con cui arriva terzo dopo essere stato a un passo dalla promozione in Serie B, poi allena, sempre in Serie C1, il Modena con cui ottenne un quarto posto.
Nella stagione 1982-1983 guida il Padova conducendolo alla promozione in Serie B, per poi passare al L.R. Vicenza dove, in tre anni, porta la squadra dalla Serie C1 alla Serie A (quest'ultima poi revocata a tavolino). A Vicenza lancia in prima squadra un giovanissimo Roberto Baggio.
Nella stagione 1986-1987 si trasferisce al Brescia, allenando per la prima volta in Serie A. Con le rondinelle rimane per due stagioni, seguite dalle esperienze al Cosenza nel 1988-1989, in cui arriva quarto in campionato perdendo la promozione in Serie A per la classifica avulsa (che manda Cremonese e Reggina allo spareggio), e alla Fiorentina, dalla cui dirigenza viene esonerato alla trentunesima giornata del campionato di Serie A 1989-1990, dopo averla condotta alla semifinale di Coppa UEFA.
L'anno successivo subentra a Pierluigi Frosio alla guida dell'Atalanta, dove resta per un biennio, seguito dalla stagione sulla panchina del Genoa, sempre in Serie A.
Nel 1993 viene chiamato in Serie A a guidare il Cagliari, che si era appena qualificato alla Coppa UEFA. In questa competizione raggiunge le semifinali, dove perde contro l'Inter dopo aver eliminato la Juventus ai quarti di finale. Alla fine della stagione lascia la panchina dei sardi dopo aver centrato la salvezza.
Successivamente, nel 1996, salva nuovamente i sardi dalla retrocessione in Serie B, subentrando a campionato iniziato a Giovanni Trapattoni.

## Palmarès

### Giocatore

#### Competizioni nazionali
- Serie C: 1

Reggiana: 1970-1971

### Allenatore

#### Competizioni nazionali
- Serie C: 1

Nocerina: 1977-1978

#### Competizioni internazionali
- Coppa Anglo-Italiana: 1

Modena: 1982